# 압딘 궁전

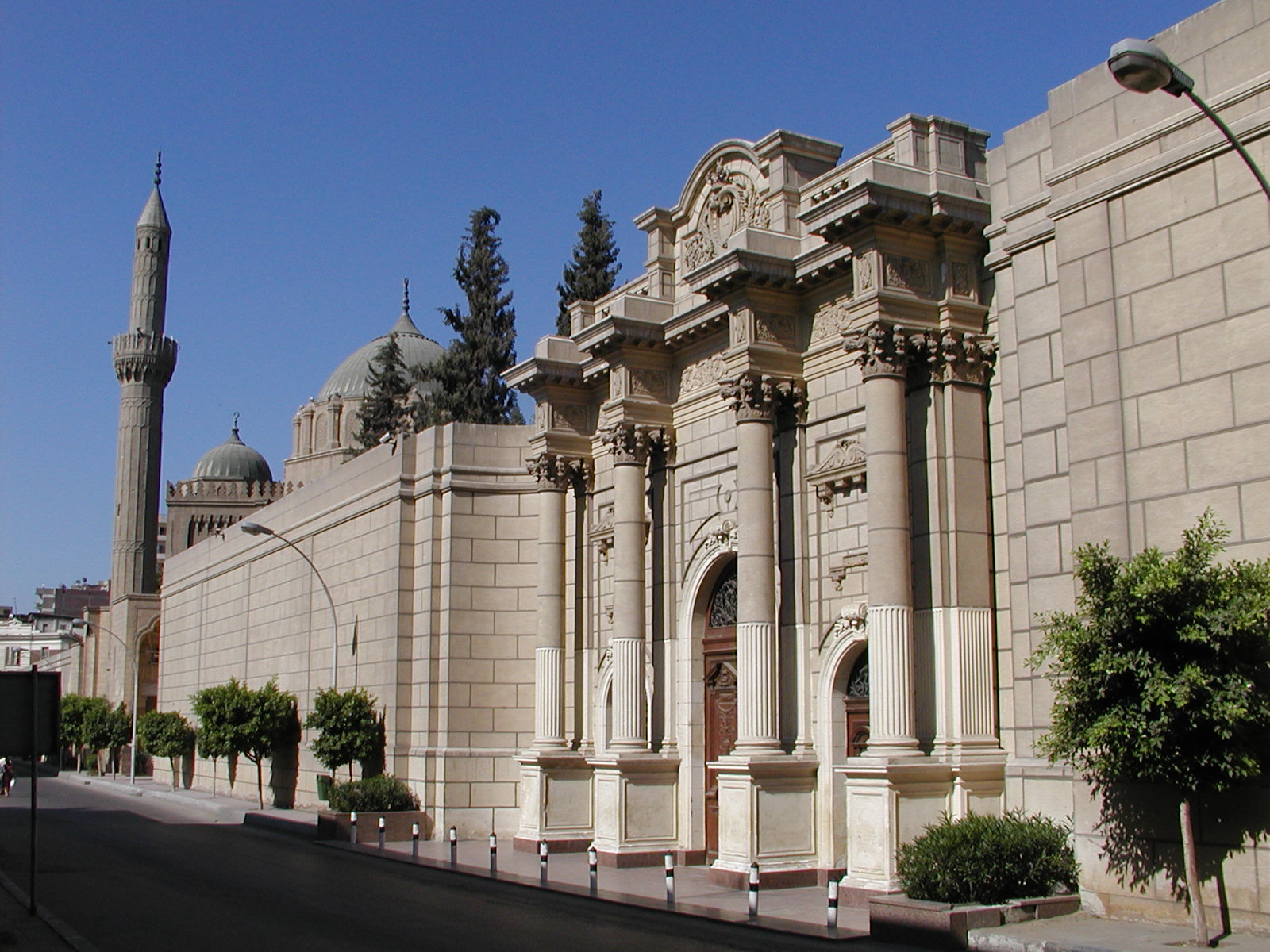
압딘 궁전의 모습

압딘 궁전은 이집트, 카이로 중앙에 있는 궁전으로 전 무하마드알리 왕가의 주된 궁전이었다. 케티브 이스마일(Khedive Ismail)이 지은 것으로 알려져 있지만 그는 이곳에서 살지 않았다고 전해진다. 오늘날 이집트 정부 관저로 쓰이고 있다.

## 건설
궁전의 건설은 1863년도로 거슬러올라가며 10년에야 완공되었다.(사실 2년 전에 개관은 하였다. 24 페단(feddan)의 면적이며 원래는 프랑스인 건축가였던 루소와 다수의 이집트인, 이탈리아인, 터키인이 공동으로 건축되었지만 1921년 케디브 타픽이라는 사람이 정원을 추가로 조성하였다. 건축 비용은 칠십만 이집트 파운드에 달하였고 공급 물자 비용에 2백만 파운드가 따로 들었다. 외벽 수리와 보존, 유지에는 줄곧 더 많은 비용이 든것으로 알려져 있다. 총 500개의 방이 있다.

## 오스만 제국 시대
궁전의 부지는 원래 오스만 제국의 왕자였던 압딘 베이라는 사람의 땅에 지어졌다. 궁전이 왕궁으로 쓰이면서 이집트 정부에서 이 궁전을 쓰게 되었고 피드 1세 대부터 이집트 왕가가 점유한 것으로 전해진다.

## 박물관
압딘 가의 구도심에 위치한 궁전은 오늘날 박물관으로도 쓰인다. 위층에서는 국빈 방문 때 쓰는 것을 원칙으로 한다. 아래층의 경우 은과 무기 왕가의 유물을 전시하는 박물관으로 따로 쓰이고 있다. 2005년 1월 역사적인 고문서만을 취급하는 박물관이 새로이 문을 열기도 하였다.

## 외관
압딘 궁전은 세계에서 가장 아름다운 궁전 중의 하나로 꼽힌다. 아름다운 그림과 장식품 수많은 시계가 있으며 대부분은 순금이다. 원래 궁전은 공식적인 의식이나 행사를 거행할 목적으로 세워졌다. 응접실을 비롯해 여러 방들 내부에는 장식품이 즐비하다고 해도 과언이 아니다.